# U-Bahn-Station Troststraße
Troststraße is een metrostation in het district Favoriten van de Oostenrijkse hoofdstad Wenen. Het station werd geopend op 2 september 2017 en wordt bediend door lijn U1.

## Geschiedenis
Op 26 januari 1968 werd besloten om een metronet in Wenen aan te leggen met drie lijnen waarvan de U1 zou lopen tussen Reumannplatz en Praterstern. De nadere uitwerking van het metronet, de U-Bahn-Netzvariante M uit 1970, omvatte een veel groter net met verlengingen die pas later zouden worden toegevoegd. Het eerste station ten zuiden van Reumannplatz zou hierin Eisenstadtplatz worden, een plein iets ten zuidoosten van het gerealiseerde station  Troststraße. 

## Ligging en inrichting
Het station ligt ongeveer 700 meter ten zuiden van Reumannplatz dat jaren lang het zuidelijke eindpunt van de lijn was. Het station heeft twee 115 meter lange perrontunnels met zijperrons, aan de uiteinden zijn ze met dwarsgangen verbonden die elk verbonden zijn met de betreffende toegangen. De noordelijke komt uit bij de Favoritenstraße ter hoogte van e kruising met de Angeligasse en beschikt over twee liften en een vaste trap. De zuidelijke ligt in de Klausenburger Straße ten westen van de Favoritenstraße. Deze beschikt, naast de liften en de trap over een roltrapgroep met drie roltrappen. Deze roltrappen liggen haaks op het spoor naar de binnenstad en om voldoende ruimte voor een verdeelhal tussen de sporen te krijgen ligt het spoor naar het zuiden in een aparte perrontunnel aan westkant van de liftkoker. 

## Kunstwerken
Deze verdeelhal is opgesierd het kunstwerk Lines and Double van Michael Kienzer. De kunstenaar reageert hiermee op de bouwstenen van het perron met een compositie als antithese. De naam is al dubbelzinnig bedoeld, Lines verwijst naar de toegevoegde fijne groeven in de panelen van de roltrapgroep die vanaf de vloer tot vlak bij de ingang reiken. Het beeldhouwwerk double staat in een derde liftschacht naast de twee werkende liften en bestaat uit verschillende balken schuin boven elkaar. In de buurt van de perrons staat een beeldje van St. Barbara, de beschermheilige van de tunnelbouwers.

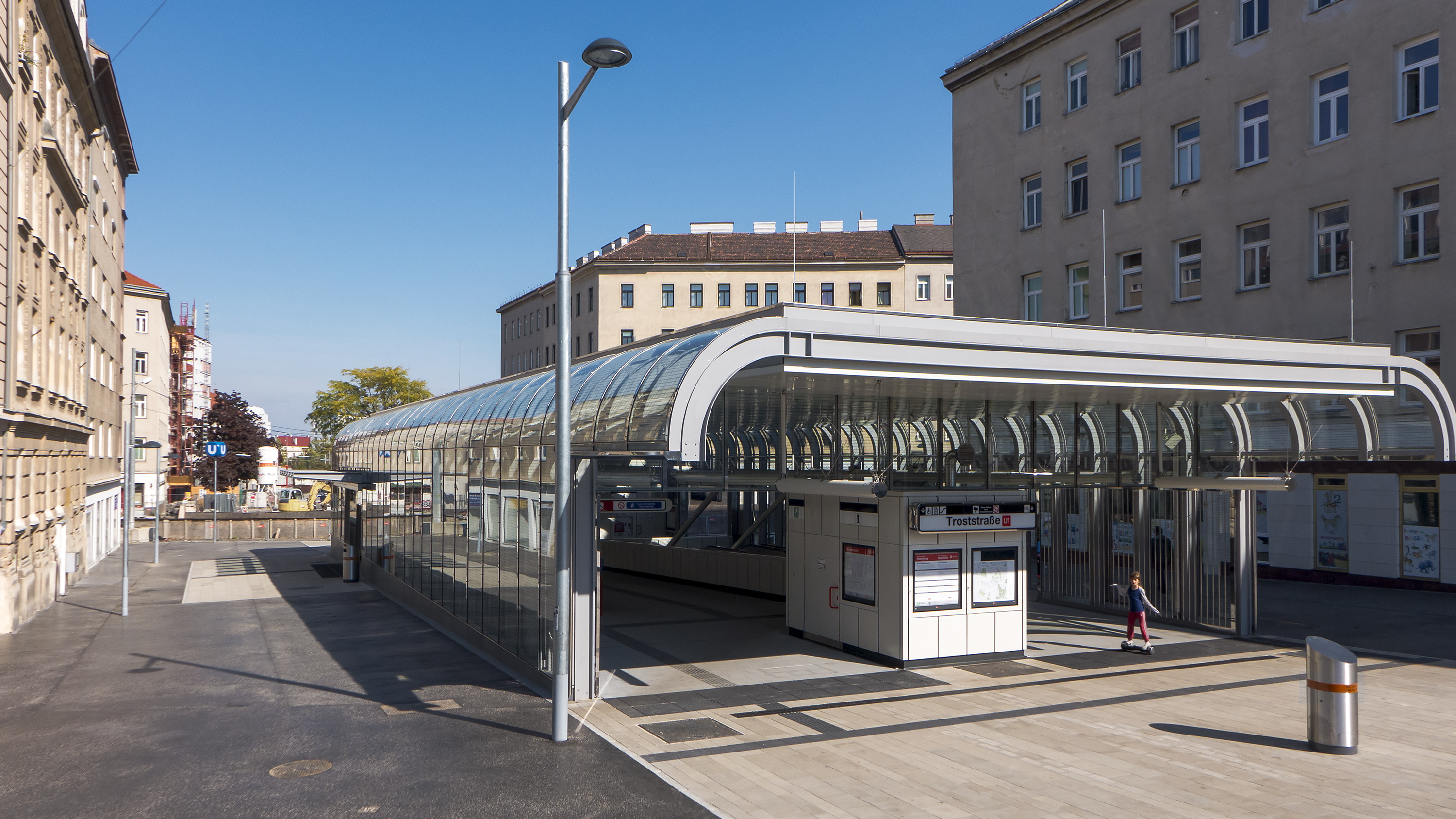
De toegang in de Klausenburger Straße .
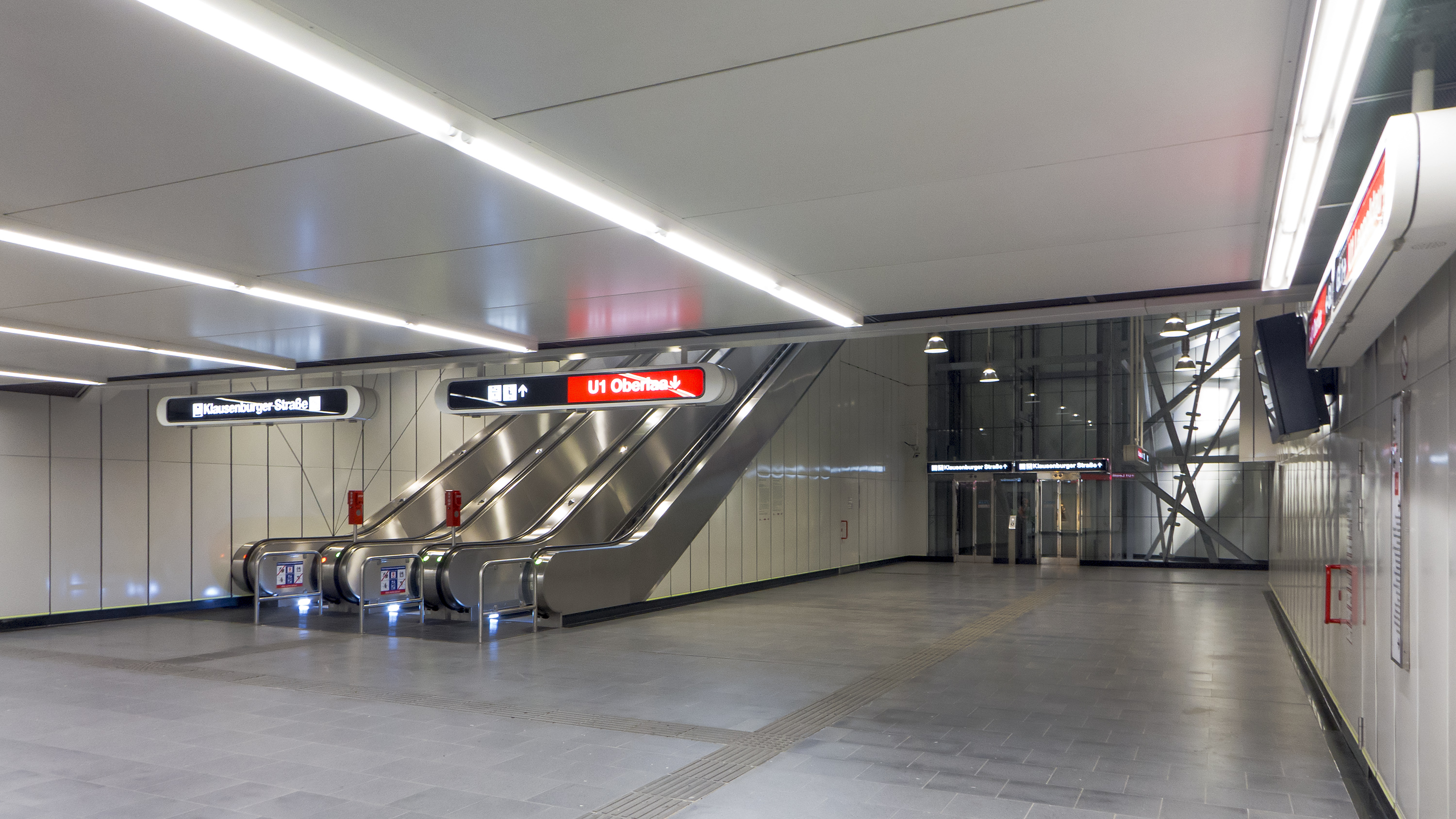
De verdeelhal tussen de perrons.
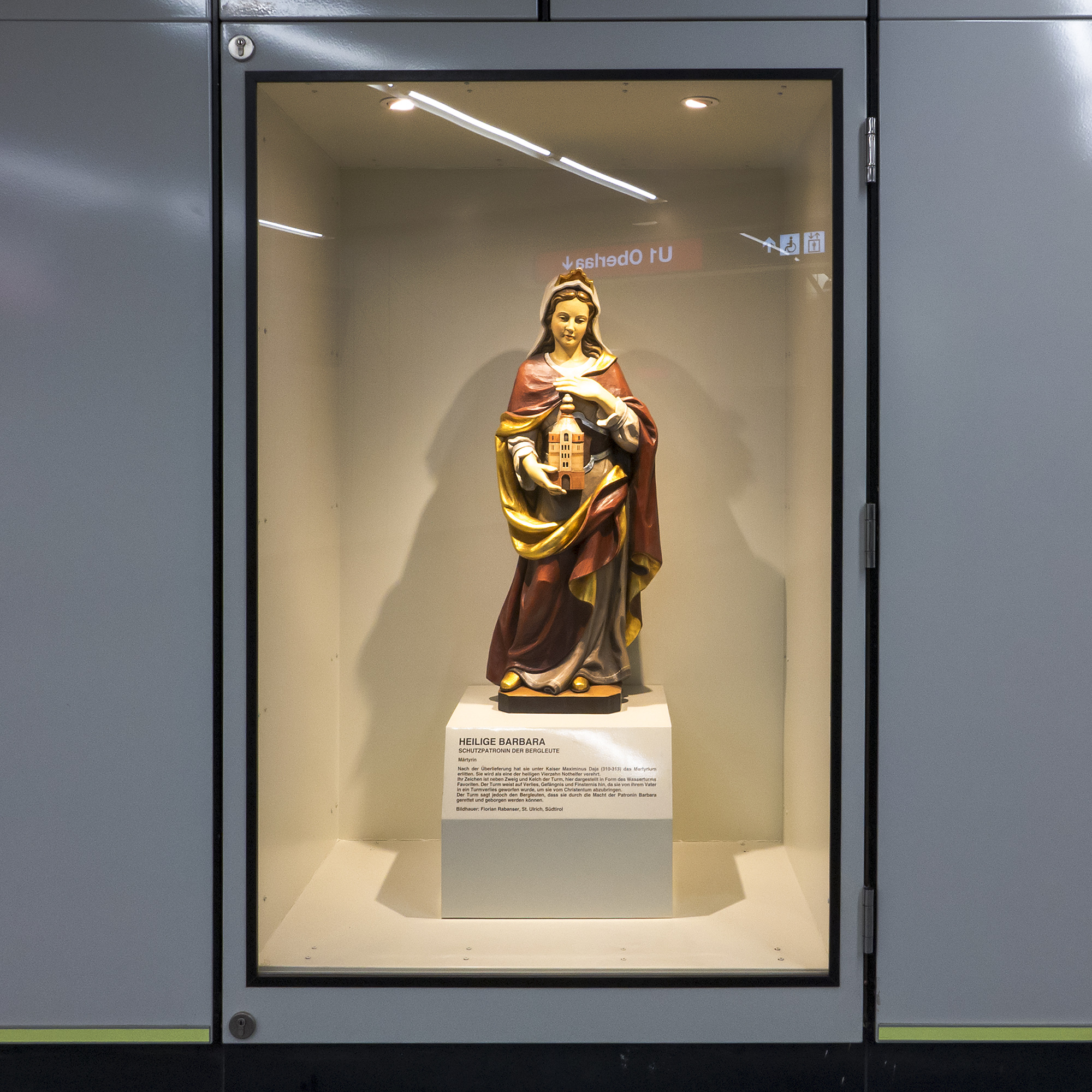
St. Barbara.